# Priamo Varazzani
Priamo Varazzani (Parma, 20 ottobre 1927 – Parma, 22 gennaio 2005) è stato un arbitro di calcio italiano.

## Carriera
Prende la tessera iscrivendosi alla Sezione Arbitri di Parma.
Esordisce in Serie B nella stagione 1960-1961. Ha debuttato in Serie A a Torino l'8 aprile 1962 dirigendo la partita Juventus-Udinese (2-3).
In Serie B ha diretto 65 partite, mentre in Serie A ne ha dirette 54.
Ha diretto l'ultima partita nella massima serie a Ferrara arbitrando Spal-Mantova (1-1) il 7 maggio 1967.